# Ødekirke
En ødekirke er en middelalderkirke, som ikke længere fungerer som kirke. Den vil som oftest være helt eller delvist revet ned. I Danmark er der registreret 411 sådanne kirker.
Tidligere betænkte man sig ikke på at rive en overflødig kirke ned og genbruge stenene til andre bygninger, men i dag betragtes ruinerne som en vigtig del af Danmarks kulturarv, og Nationalmuseet forsøger at registrere dem alle, uanset hvor lidt der er tilbage af dem.
Synlige ødekirkegårde er automatisk fredet, uanset om de er registreret, tinglyst eller ej. Anlæggene er tillige omgivet af en 100 meter beskyttelseslinje.
Er anlæggene ikke synlige, er de fredet, når det er meddelt ejeren. I dette tilfælde er anlæggene ikke omgivet af en 100 meter beskyttelseslinje.
Eksempler på ødekirker:
- Østermarie Gamle Kirke på Bornholm. En halvvejs nedrevet ruin står tilbage.
- Nikolaj Kunsthal. Den nederste del af tårnet stammer fra den oprindelige kirke.
- Sankt Ibs Kirke i Roskilde. Skibet står tilbage.
- Buderup Ødekirke ved Støvring.
- Krogsbæk Ødekirkegård
- Rolsø Ødekirke på Mols
- Krejbjerg Kirketomt i Ikast-Brande Kommune